# Circuit franco-belge 2025
La 84e édition du Circuit franco-belge  (appelé Eurométropole Tour de 2012 à 2021) a lieu le 15 août 2025. Elle fait partie du calendrier UCI ProSeries 2025, le deuxième niveau du cyclisme international, en catégorie 1.Pro et se déroule en Belgique entre Tournai et Mont-de-l'Enclus
Cette course est déplacée au mois d'août alors qu'elle s'était déroulée en mai en 2024 et précédemment en septembre. Elle fait partie de la coupe de Belgique de cyclisme sur route 2025.

## Présentation

### Parcours
Partant de la ville de Tournai, les coureurs effectuent une première boucle de 77,6 km avant d'accomplir cinq fois le circuit local de 22,6 km. Lors de chaque tour de ce circuit local, trois côtes sont au programme : le col du Hortilin (1 700 m à 3,7 %), la côte de Trieu-Knokteberg (1 000 m à 7,9 %) et la montée vers le Mont-de-l'Enclus où est jugée l’arrivée (sous réserve).

### Équipes
| Unknown team category |
|                       |

## Classement final
| \| Classement général \| Classement général \| Classement général \| Classement général \| Classement général \| \| Coureur \| Coureur \| Pays \| Équipe \| Temps \| \| ------------------ \| ------------------ \| ------------------ \| ------------------ \| ------------------ \| |         |      |        |       |
| |         |      |        |       |
| |         |      |        |       |
| Classement général |         |      |        |       |
| Coureur | Coureur | Pays | Équipe | Temps |

## Liste des participants
| Légende | Légende                                                                    | Légende | Légende                                                    |
| ------- | -------------------------------------------------------------------------- | ------- | ---------------------------------------------------------- |
| Num     | Dossard de départ porté par le coureur sur le Circuit Franco-Belge         | Pos     | Position à l'arrivée de la course                          |
|         | Indique un maillot de champion national ou mondial, suivi de sa spécialité | NP      | Indique un coureur qui n'a pas pris le départ de la course |
| AB      | Indique un coureur qui n'a pas terminé la course                           | HD      | Indique un coureur qui a terminé la course hors des délais |
| DSQ     | Indique un coureur qui a été disqualifié de la course                      |         |                                                            |